# Liste der Kulturdenkmale in Somsdorf
Die Liste der Kulturdenkmale in Somsdorf enthält alle Kulturdenkmale des Freitaler Stadtteils Somsdorf. Die Anmerkungen sind zu beachten.
Diese Liste ist eine Teilliste der Liste der Kulturdenkmale in Freital.

## Legende
- Bild: Bild des Kulturdenkmals, ggf. zusätzlich mit einem Link zu weiteren Fotos des Kulturdenkmals im Medienarchiv Wikimedia Commons. Wenn man auf das Kamerasymbol klickt, können Fotos zu Kulturdenkmalen aus dieser Liste hochgeladen werden:
- Bezeichnung: Denkmalgeschützte Objekte und ggf. Bauwerksname des Kulturdenkmals
- Lage: Straßenname und Hausnummer oder Flurstücknummer des Kulturdenkmals. Die Grundsortierung der Liste erfolgt nach dieser Adresse. Der Link (Karte) führt zu verschiedenen Kartendiensten mit der Position des Kulturdenkmals. Fehlt dieser Link, wurden die Koordinaten noch nicht eingetragen. Sind diese bekannt, können sie über ein Tool mit einer Kartenansicht einfach nachgetragen werden. In dieser Kartenansicht sind Kulturdenkmale ohne Koordinaten mit einem roten bzw. orangen Marker dargestellt und können durch Verschieben auf die richtige Position in der Karte mit Koordinaten versehen werden. Kulturdenkmale ohne Bild sind an einem blauen bzw. roten Marker erkennbar.
- Datierung: Baubeginn, Fertigstellung, Datum der Erstnennung oder grobe zeitliche Einordnung entsprechend des Eintrags in der sächsischen Denkmaldatenbank
- Beschreibung: Kurzcharakteristik des Kulturdenkmals entsprechend des Eintrags in der sächsischen Denkmaldatenbank, ggf. ergänzt durch die dort nur selten veröffentlichten Erfassungstexte oder zusätzliche Informationen
- ID: Vom Landesamt für Denkmalpflege Sachsen vergebene, das Kulturdenkmal eindeutig identifizierende Objekt-Nummer. Der Link führt zum PDF-Denkmaldokument des Landesamtes für Denkmalpflege Sachsen. Bei ehemaligen Kulturdenkmalen können die Objektnummern unbekannt sein und deshalb fehlen bzw. die Links von aus der Datenbank entfernten Objektnummern ins Leere führen. Ein ggf. vorhandenes Icon  führt zu den Angaben des Kulturdenkmals bei Wikidata.

## Liste der Kulturdenkmale
| Bild                                    | Bezeichnung                                              | Lage                                 | Datierung | Beschreibung | ID       |
| --------------------------------------- | -------------------------------------------------------- | ------------------------------------ | --- | --- | -------- |
|                                         | Wohnstallhaus eines Dreiseithofs                         | Am Graben 9 (Karte)                  | zwischen 1860 und 1880 (Wohnstallhaus) | Wohnstallhaus eines Dreiseithofes; straßenbildprägend durch exponierte Lage, architektonisch aufwändigstes Gebäude der südlichen Kernbebauung, baugeschichtlich von Bedeutung | 08964115 |
|                                         | Zwei Wohnstallhäuser eines Dreiseithofs                  | Am Graben 13, 15 (Karte)             | um 1860 (massives Gebäude); bez. 1806 (Fachwerkhaus) | Zwei Wohnstallhäuser eines Dreiseithofes; Wohnstallhaus Nr. 15 mit Fachwerk-Obergeschoss, ortsbildprägend durch exponierte Lage, Strukturbestandteil der südlichen Kernbebauung, baugeschichtlich von Bedeutung | 08964114 |
|                                         | Gasthof Erblehngericht                                   | Höckendorfer Straße 9 (Karte)        | bez. 1695, Anbau jünger (Gasthof) | Gasthof; in zentraler Ortslage, baugeschichtlich und ortsgeschichtlich von Bedeutung | 08964105 |
|                                         | Wohnstallhaus und zwei Seitengebäude eines Bauernhofes   | Höckendorfer Straße 21 (Karte)       | Ende 18. Jh. (Wohnstallhaus); 1. Hälfte 19. Jh. (ehem. Nr. 23)                                                                                                 | Wohnstallhaus und zwei Seitengebäude eines Bauernhofes; Seitengebäude Obergeschoss Fachwerk, baugeschichtlich und straßenbildprägend von Bedeutung, z. T. architektonisch wertvoll | 08964089 |
|                                         | Wohnstallhaus                                            | Höckendorfer Straße 28 (Karte)       | bez. 1823, Kern womöglich älter (Wohnstallhaus) | Wohnstallhaus; Obergeschoss Fachwerk, Konstruktion erhalten, Strukturbestandteil des Ortsgrundrisses, baugeschichtlich und bildprägend von Bedeutung | 08964107 |
|                                         | Wohnstallhaus und zwei Seitengebäude eines Dreiseithofes | Höckendorfer Straße 42 (Karte)       | 18. Jh., womöglich noch älter (Wohnstallhaus) | Wohnstallhaus und zwei Seitengebäude eines Dreiseithofes; Wohnstallhaus z. T. Fachwerk, Seitengebäude Fachwerk, baugeschichtlich und ortsbildprägend von Bedeutung | 08964096 |
|                                         | Wohnstallhaus                                            | Höckendorfer Straße 48 (Karte)       | nach 1700 (Wohnstallhaus) | Wohnstallhaus und Seitengebäude eines Dreiseithofes; Wohnstallhaus Obergeschoss Fachwerk, Seitengebäude Fachwerk, baugeschichtlich und sozialgeschichtlich von Bedeutung | 08964098 |
| Weitere Bilder                          | Pfarrhaus                                                | Höckendorfer Straße 60 (Karte)       | bez. 1736 (Türgewände) | Pfarrhaus, im Vorgarten steingefasste Entwässerung, neben dem Haus Einfriedungsmauer und zwei Torpfosten, Pfarrgarten; Pfarrhaus mit Fachwerk-Obergeschoss und bemerkenswertem Türgewände (Beschriftung, Schlussstein), bau- und ortshistorisch bedeutendes Gebäude mit vielen originalen Einzelheiten | 08964094 |
|                                         | Wohnstallhaus                                            | Höckendorfer Straße 62 (Karte)       | 18. Jh., womöglich noch älter (Wohnstallhaus) | Wohnstallhaus; Obergeschosslangseite Fachwerk, verkleidet, baugeschichtlich von Bedeutung | 08964093 |
|                                         | Wohnstallhaus                                            | Höckendorfer Straße 70 (Karte)       | bez. 1764 (Türgewände) | Wohnstallhaus; Obergeschoss und Giebel Fachwerk, baugeschichtlich und straßenbildprägend von Bedeutung | 08964091 |
|                                         | Wohnstallhaus und massive Scheune mit Durchfahrt         | Höckendorfer Straße 74 (Karte)       | 18. Jh. (Wohnstallhaus); 2. Hälfte 19. Jh. (Scheune) | Wohnstallhaus und massive Scheune mit Durchfahrt; Wohnstallhaus Obergeschoss Fachwerk, zum Teil ornamental verschiefert, hochgradig ursprünglich erhalten, baugeschichtlich und ortsbildprägend von Bedeutung | 08964090 |
|                                         | Wegestein                                                | Höckendorfer Straße 82 (bei) (Karte) | 19. Jh. (Wegestein) | Wegestein; verkehrsgeschichtlich von Bedeutung | 08964088 |
| Weitere Bilder                          | Sachgesamtheit Georgenkirche und Kirchhof                | Höckendorfer Straße 40               | 1892 (Kirchhof) | Sachgesamtheit Ev. Georgenkirche und Kirchhof sowie Trockenmauer entlang des Zufahrtsweges mit folgenden Einzeldenkmalen: zwei Grabmale, Kriegerdenkmal für die Gefallenen des Ersten Weltkrieges sowie Einfriedung mit zwei Kirchhofsportalen, bez. 1860 und 1892 (Einzeldenkmal ID-Nr. 08964097), Friedhofsgestaltung (Gartendenkmal) sowie Kirchhof (1892 zum sog. Inneren Friedhof erweitert) als Sachgesamtheitsteil; gartenkünstlerisch und landschaftsgestaltend von Bedeutung. | 09302154 |
| Weitere Bilder                          | Georgenkirche und Kirchhof                               | Höckendorfer Straße 40 (Karte)       | vermutlich 1238 (Reste des romanischen Vorgängerbaus); 1712 (Kirche); bez. 1860 (Kirchhofsportal); bez. 1892 (Kirchhofsportal); Mitte 19. Jh. – 1910 (Grabmal) | Einzeldenkmale der Sachgesamtheit Ev. Georgenkirche und Kirchhof sowie Trockenmauer entlang des Zufahrtsweges: zwei Grabmale, Kriegerdenkmal für die Gefallenen des Ersten Weltkrieges sowie Einfriedung mit zwei Kirchhofsportalen, bez. 1860 und 1892 (Sachgesamtheit ID-Nr. 09302154); baugeschichtlich und ortsgeschichtlich von Bedeutung. | 08964097 |
| Direkt Bild zu diesem Denkmal hochladen | Sachgesamtheit Friedhof Somsdorf                         | Höckendorfer Straße                  | bez. 1860 (Friedhofsportal); 1883 (Luthereichen) | Sachgesamtheit Friedhof Somsdorf mit folgenden Einzeldenkmalen: Einfriedungsmauer und Friedhofsportal (ID-Nr. 09301944), Friedhofsgestaltung mit zwei Luthereichen und einer Lebensbaumallee (Gartendenkmal) sowie Friedhof als Sachgesamtheitsteil; ortsgeschichtlich und landschaftsgestaltend von Bedeutung. | 09301945 |
|                                         | Friedhof Somsdorf                                        | Höckendorfer Straße (Karte)          | bez. 1860 (Friedhofsportal) | Einzeldenkmale der Sachgesamtheit Friedhof Somsdorf: Einfriedungsmauer und Friedhofsportal, bez. 1860 (Sachgesamtheit ID-Nr. 09301945); ortsgeschichtlich von Bedeutung | 09301944 |
|                                         | Wohnstallhaus eines Dreiseithofs                         | Lübauer Straße 3 (Karte)             | um 1850 (Wohnstallhaus) | Wohnstallhaus (massiv) eines Dreiseithofes; baugeschichtlich von Bedeutung | 08964116 |
| Weitere Bilder                          | Wohnstallhaus und Holzscheune eines Zweiseithofes        | Rosenstraße 16 (Karte)               | um 1850 (Wohnstallhaus) | Wohnstallhaus und Holzscheune eines Zweiseithofes; Wohnstallhaus Obergeschoss Fachwerk, weitgehend in Konstruktion und Aussehen erhalten, bildet mit Nr. 18 reizvolles Ensemble, baugeschichtlich und sozialgeschichtlich von Bedeutung | 08964110 |
|                                         | Wohnstallhaus eines Bauernhofes                          | Rosenstraße 18 (Karte)               | um 1850 (Wohnstallhaus) | Wohnstallhaus eines Bauernhofes; Obergeschoss Fachwerk, weitgehend in Konstruktion und Aussehen erhalten, bildet mit den Gebäuden von Nr. 16 reizvolles Ensemble, baugeschichtlich und sozialgeschichtlich von Bedeutung | 08964109 |

## Ausführliche Denkmaltexte
1. 1 2  
Die ev. Georgenkirche von 1712 ist eine Saalkirche mit dreiseitigem Schluss unter Wiederverwendung von Resten des romanischen Vorgängerbaues (vermutl. 1238 - Jahreszahl am Portal); verputzter Bruchsteinbau mit steilem Satteldach und großem zentralen Dachreiter, dieser mit achtseitigem Glockengeschoss, Haube und Laterne mit langer Pyramidenspitze; hohe schmale Flachbogenfenster mit Bogenverdachung und Schlussstein an der Südseite, im Norden kleines romanisches Fenster, Anbauten in Form von Vorhallen und der Sakristei (Kreuzgewölbe); Emporensaal mit Kassettendecke, doppelgeschossige Emporen mit Patronatslogen N und S sowie im W Orgelempore (Jehmlich-Orgel von 1827 mit klassizistischem Prospekt); Altar von Johann Benjamin Thomae, mit Gemälde Christi Himmelfahrt von Giovanni Battista Grone, 1724/25; farbig gefasste Renaissancekanzel aus Holz mit Evangelistendarstellungen, polychrome Sandsteintaufe 16. Jh., spätgotische Salvator mundi und Martin sowie Anna Selbdritt; baugeschichtliche, ortsgeschichtliche und künstlerische Bedeutung.
Kirchhof mit Bruchstein -Trockenmauer mit Sandstein-Abdeckplatten entlang des Zufahrtsweges, im SW Einfriedungsmauer mit aufgesetztem Holzlattenzaun, im S schmiedeeisernes Tor mit einem breiten und einem schmalen Flügel bez.1860, im N schmiedeeisernes Tor bez.1892; an den Toren je zwei Schwarzkiefern, auf dem Kirchhof zwei Reihen von Lebensbäumen, am ehem. Wegekreuz kegelförmiges Beet mit Efeu überwachsen, vierseitig gerahmt von je einem Lebensbaum; im S vor der Kirche Kriegerdenkmal für die Opfer des 1. Weltkrieges; der Kirchhof wurde 1892 zum sog. Inneren Friedhof erweitert; gartengestalterische Relevanz.
Grabmale auf dem Kirchhof:
Nr. 1: Wandgrabanlage Familie Bernhard mit Einfriedung, um 1910;
Nr. 2: Grabmal Carl Traugott Schumann (geb. 1812) und Johanne Sophie Schumann (1812–1847), Stuhlfabrikant, Sandsteinädikula mit trauernder weiblicher Figur, gestützt auf Säule und Buch (LfD/2012).